# 加沙之戰 (2007年)
加沙之戰（阿拉伯语：‎）發生於2007年6月10日至6月15日，以哈馬斯控制加沙地帶告終。在法塔赫與哈馬斯的衝突死灰復燃之後，哈馬斯表示會清除加沙地帶所有法塔赫的活躍分子。

## 政治後果
2007年6月10日起，法塔赫和哈瑪斯的武裝團體之間產生衝突，不久後巴勒斯坦自治政府主席阿巴斯宣佈解散國會及進入緊急狀態，將擁有哈瑪斯背景的巴勒斯坦自治政府總理哈尼亚革職，而阿巴斯透過主席命令統治加沙及約旦河西岸。哈馬斯發言人萨米·阿布·祖赫里回應稱阿巴斯的決定是「以習慣上來說……不值得」，認為哈尼亚即便被主席革職仍然是政府的總理。隨後巴勒斯坦國進而分裂成兩個政權，分別为哈馬斯控制的加沙地帶和法塔赫控制的約旦河西岸地区。
2017年，巴勒斯坦總統阿巴斯領導的巴勒斯坦民族解放運動（法塔赫）與巴勒斯坦伊斯蘭抵抗運動（哈馬斯）10月12日在埃及開羅簽署協議，同意和解，結束長期分裂的局面。法塔赫與哈馬斯在開羅舉行為期兩天的談判，最終達成協議，法塔赫將於12月1日前接管由哈馬斯控制的加沙地帶。在協議簽署的當日，聯合國秘書長古特雷斯與巴勒斯坦總統阿巴斯通電話，對法塔赫與哈馬斯簽署和解協議表示祝賀。但其後該協議未能被履行。